# Laboratórios Ranbaxy
Ranbaxy Laboratories Limited é uma companhia multinacional indiana da indústria farmacêutica. Ela fabrica, principalmente, medicamentos criados por laboratórios estrangeiros, a maioria sob licença, embora parcela substancial advenha da quebra de patentes (medicamentos genéricos). Foi fundada em 1961 e, em 2009, era a maior companhia farmacêutica indiana em volume de vendas.
A Ranbaxy foi fundada por Ranbir e Gurbax Singh em 1937. O nome da empresa é um portmanteau dos nomes de seus criadores. Em 2008, a família Singh vendeu a Ranbaxy para a empresa japonesa Daiichi Sankyo.